# Perenethis kawangisa
Perenethis kawangisa är en spindelart som beskrevs av Alberto Barrion och James A. Litsinger 1995. Perenethis kawangisa ingår i släktet Perenethis och familjen vårdnätsspindlar.
Artens utbredningsområde är Filippinerna. Inga underarter finns listade i Catalogue of Life.